# Palaeotherium
Palaeotherium är ett utdött, artrikt släkte bland uddatåiga hovdjur. De liknade dagens hästdjur men bildar en särskild utvecklingsserie bland dessa.
Hithörande arter, som under eocen och äldre oligocen levde i Europa och av vilka fullständiga skelett är funna i Parisgipslagren, var tapirlika former med relativt korta tår och grova extremiteter med på varje fot tre tår. Några arter var stora som svin, de flesta av en tapirs, Palaeotherium magnum av en noshörnings storlek.